# العلاقات التونسية الجورجية
العلاقات التونسية الجورجية هي العلاقات الثنائية التي تجمع بين تونس وجورجيا.

## مقارنة بين البلدين
هذه مقارنة عامة ومرجعية للدولتين:
| وجه المقارنة                                              | تونس                                       | جورجيا                          |
| --------------------------------------------------------- | ------------------------------------------ | ------------------------------- |
| المساحة (كم2)                                             | 163.61 ألف                                 | 69.70 ألف                       |
| عدد السكان (نسمة)                                         | 11.53 مليون                                | 3.72 مليون                      |
| الكثافة السكانية (ن./كم²)                                 | 70.47                                      | 53.37                           |
| العاصمة                                                   | تونس                                       | تبليسي، كوتايسي                 |
| اللغة الرسمية                                             | اللغة العربية                              | اللغة الجورجية، اللغة الأبخازية |
| العملة                                                    | دينار تونسي                                | لاري جورجي                      |
| الناتج المحلي الإجمالي (بليون دولار)                      | 40.26 مليار                                | 15.16 مليار                     |
| الناتج المحلي الإجمالي (تعادل القوة الشرائية) بليون دولار | 129.05 مليار                               | 35.68 مليار                     |
| الناتج المحلي الإجمالي الاسمي للفرد دولار أمريكي          | 3.87 ألف                                   | 3.79 ألف                        |
| الناتج المحلي الإجمالي للفرد دولار أمريكي                 | 11.44 ألف                                  |                                 |
| مؤشر التنمية البشرية                                      | 0.721                                      | 0.754                           |
| رمز المكالمات الدولي                                      | +216                                       | +995                            |
| رمز الإنترنت                                              | .tn                                        | .ge، .გე ‏                       |
| المنطقة الزمنية                                           | ت ع م+01:00، توقيت وسط أوروبا، ت ع م+02:00 | ت ع م+04:00                     |

## منظمات دولية مشتركة
يشترك البلدان في عضوية مجموعة من المنظمات الدولية، منها:
| علم المنظمة | اسم المنظمة                      | تاريخ انضمام تونس | تاريخ انضمام جورجيا |
| ----------- | -------------------------------- | ----------------- | ------------------- |
|             | المنظمة العالمية للملكية الفكرية | [ 21 ]            | [ 22 ]              |
|             | يونسكو                           | 8 نوفمبر 1956     | 7 أكتوبر 1992       |
|             | الفريق المعني برصد الأرض         | ?                 | ?                   |
|             | مؤسسة التمويل الدولية            | 25 يوليو 1962     | 29 يونيو 1995       |
|             | منظمة السياحة العالمية           | 1975              | 1993                |
|             | مؤسسة التنمية الدولية            | 30 ديسمبر 1960    | 31 أغسطس 1993       |
|             | منظمة التجارة العالمية           | ?                 | 14 يونيو 2000       |
|             | الاتحاد البريدي العالمي          | ?                 | ?                   |
|             | الاتحاد الدولي للاتصالات         | 14 ديسمبر 1956    | 7 يناير 1993        |
|             | الأمم المتحدة                    | 12 نوفمبر 1956    | 31 يوليو 1992       |
|             | البنك الدولي للإنشاء والتعمير    | 14 أبريل 1958     | 7 أغسطس 1992        |
|             | المنظمة الهيدروغرافية الدولية    | ?                 | ?                   |

## وصلات خارجية
- موقع وزارة الخارجية التونسية
- موقع وزارة الخارجية الجورجية